# Societetsskolan
Societetsskolan i Göteborg för döttrar eller endast för Societetsskolan, var en svensk skola för flickor, grundad i Göteborg 1787 av den herrnhutiska rörelsen och aktiv fram till 1857. Den har kallats Sveriges första flickskola. Den är känd under flera namn, och har också kallats för Brödraförsamlingens flickskola i Göteborg, Evangeliska Brödraförsamlingens flickskola i Göteborg ochSalsskolan.  
Eftersom den ursprungligen var tänkt att fungera som skola för barnen till herrnhutarnas församling, kallades den Societetsskolan i Göteborg för döttrar, Societetsskolan, Brödraförsamlingens flickskola i Göteborg eller Evangeliska Brödraförsamlingens flickskola i Göteborg.  I dagligt tal kallades den dock för Salskolan, och att besöka den kallades för att "gå på salen".  

## Historia

### Grundande
Societetsskolan invigdes 1 november 1787.  Den var menad att undervisa den herrnhutiska församlingens barn, och kallades därför Societetsskolan i Göteborg för döttrar, Societetsskolan, Brödraförsamlingens flickskola i Göteborg eller Evangeliska Brödraförsamlingens flickskola i Göteborg.  Fram till 1817 gavs lektionerna i Herrnhutarnas bönesal, och därför kallades skolan även ibland för Salsskolan. 

### Pojkskola
Mellan 1799 och 1814 mottogs även elever av manligt kön, dock i könssegregerade klasser.   År 1814 fanns det fyra klasser för flickor, och tre klasser för pojkar.  Från 1814 och framåt tog skolan återigen enbart emot flickor.  

### Verksamhet
Skolan var ursprungligen menad att undervisa församlingens barn, men redan strax efter invigningen mottog den också andra barn.  Skolan fick tidigt ett mycket gott rykte.  Det blev snabbt vanligt att förmögna Göteborgsfamiljer skickade sina döttrar dit.  Skolgången var avgiftsbelagd, och föräldrarna fick vid inskrivning godkänna skolans uppfostringsprinciper.    
Dess första föreståndare var pastor Weber, medan läraren Catharina Maria Suhl fick ansvaret för kvinnliga elever.  1817 fick skolan en egen byggnad, och skolan sköttes då av pastor Stare och den kvinnliga föreståndaren M. L. Lorenzon.  Vid denna tid fanns fyra manliga lärare och fem kvinnliga.  De kvinnliga lärarna hade yrkestiteln 'mostrar'.  Flera tidiga svenska skolpionjärer har varit verksamma vid skolan, bland dem Cecilia Fryxell som 1846-47 tillhörde dess personal. 
Societetsskolan hade som mål att i Sverige introducera herrnhutarnas uppfattning om lika utbildning för könen, något som redan var församlingens princip utomlands.    Lektionen var 36 timmar i veckan.  Från 1814 fanns ett internat anslutet till skolan, och därefter mottogs både 'dagselever' och internatelever.   Från 1836 var eleverna indelade i sex klasser.  
Skolans huvudsyfte var officiellt att ge eleverna en etisk uppfostran enligt kristna ideal, och syftet var att "föra barnen till Jesus" och ta avstånd från världsliga nöjen.   Den religiösa undervisningen var dock inte lutherskt sträng, utan känslopräglad enligt herrnhutiskt ideal.      Disciplinen i skolan uppges ha varit mycket sträng.  Ämnena bestod av svenska, tyska, franska, engelska, geografi, historia, matematik, hushåll, musik, teckning och sömnad förutom det officiella huvudämnet kristendom.    En innovation var undervisning i svenska språket, något som då var ovanligt.  Förutom dessa ämnen skilde sig dock ämnena åt mellan könen: pojkarna fick utöver detta även undervisning i de vetenskaper som var nödvändiga för att fortsätta till statliga läroverk och universitet, medan flickorna istället fick undervisning i hushållskunskaper som var nödvändiga för att kunna gifta sig och sköta ett hushåll åt maken. 
Societetsskolan upphörde år 1857.  Bland skolans kända elever fanns Emily Nonnen och Mathilda Hall, som 1857 grundade Mathilda Halls flickskola. 

### Eftermäle
Skolan har kallats för Sveriges första flickskola.   I verkligheten var den inte Sveriges första flickskola, då den första i själva verket var Johannes Rudbeckius flickskola och hade grundats redan år 1632.  Däremot var Societetsskolan Sveriges första "högre flickskola", det vill säga den första skola i Sverige som gav någon form av seriös sekundärundervisning till flickor i akademiska ämnen, till skillnad från den tidigare typen av flickskolor, som gav en ostrukturerad undervisning i de ämnen som behövdes för att bli en idealisk hustru och mor och som i stället brukar kategoriseras som flickpensioner. 
När den allmänna skolan infördes i Sverige år 1842 var Societetsskolan en av endast fem skolor i Sverige som gav en högre utbildning till elever av kvinnlig kön: de övriga var Fruntimmersföreningens flickskola och Kjellbergska flickskolan i Göteborg, Askersunds flickskola i Askersund och Wallinska skolan i Stockholm.  Det var dock endast de tre skolorna i Göteborg som vid den tidpunkten ansågs ge en verkligt hög standard på undervisningen.     